# وسام القديس ستانيسلاوس
وسام القديس ستانيسلاوس (البولندية: Order św. Stanisława ، الروسية: Орденъ Св. Станислава)، تكتب أيضًا ستانيسلا أو ستانيسلاف، هي رتبة سلالة روسية من رتبة فارس تأسست باسم وسام فرسان القديس ستانيسلاوس، الأسقف والشهيد في عام 1765 من قبل الملك ستانيسلاو الثاني أوغسطس من الكومنولث البولندي الليتواني. في عام 1831، بعد سقوط انتفاضة نوفمبر، تم دمج الأمر في فصل الأوامر الروسية كجزء من نظام التكريم للإمبراطورية الروسية من قبل الإمبراطور نيكولاس الأول من روسيا.
في عام 1839، تلقى وسام القديس ستانيسلاوس الروسي قوانين جديدة، بما في ذلك منح مكانة النبلاء لمتلقيها في الطبقات الثلاث.
نتيجة للثورة الروسية عام 1917، علق الاتحاد السوفيتي الأنشطة، على الرغم من منحها منذ ذلك الحين من قبل رئيس البيت الإمبراطوري لرومانوف كأمر سلالة. عندما استعادت بولندا استقلالها في عام 1918 باعتبارها الجمهورية البولندية الثانية، تم تقديم النظام البولندي كخليفة للنظام البولندي لسانت ستانيسلاوس، وسام بولونيا ريستيتوتا.
نتيجة للثورة الروسية عام 1917، علق الاتحاد السوفيتي الأنشطة، على الرغم من منحها منذ ذلك الحين من قبل رئيس البيت الإمبراطوري لرومانوف كأمر سلالة. عندما استعادت بولندا استقلالها في عام 1918 باعتبارها الجمهورية البولندية الثانية، تم تقديم النظام البولندي كخليفة للنظام البولندي لسانت ستانيسلاوس، وسام بولونيا ريستيتوتا.
ومع ذلك، استمر منح وسام القديس ستانيسلاس بعد الثورة من قبل الدوق الأكبر كيريل فلاديميروفيتش والدوق الأكبر فلاديمير كيريلوفيتش والدوقة الكبرى ماريا فلاديميروفنا؛ هذا الأخير مطالب برئاسة البيت الإمبراطوري.

## تاريخ

### الكومنولث البولندي الليتواني
أنشأ ستانيسلاوس الثاني أوغسطس بوناتوفسكي ، ملك بولندا ، وسام فرسان القديس ستانيسلاوس، الأسقف والشهيد في 7 مايو 1765 لتكريم الخدمة للملك. بعد تقسيم بولندا تم تجديده في دوقية وارسو عام 1807. منذ عام 1815 في المملكة البولندية (الكونجرس) ، تم الاحتفاظ بالترتيب، الذي كان في الأصل في فئة واحدة، وتم تقسيمه إلى أربع فئات.
عندما استعادت بولندا في عام 1918 استقلالها كجمهورية بولندية ثانية، تم تقديم النظام البولندي كخليفة مزعوم للنظام البولندي لسانت ستانيسلاوس، وسام بولونيا ريستيتوتا.

### الإمبراطورية الروسية

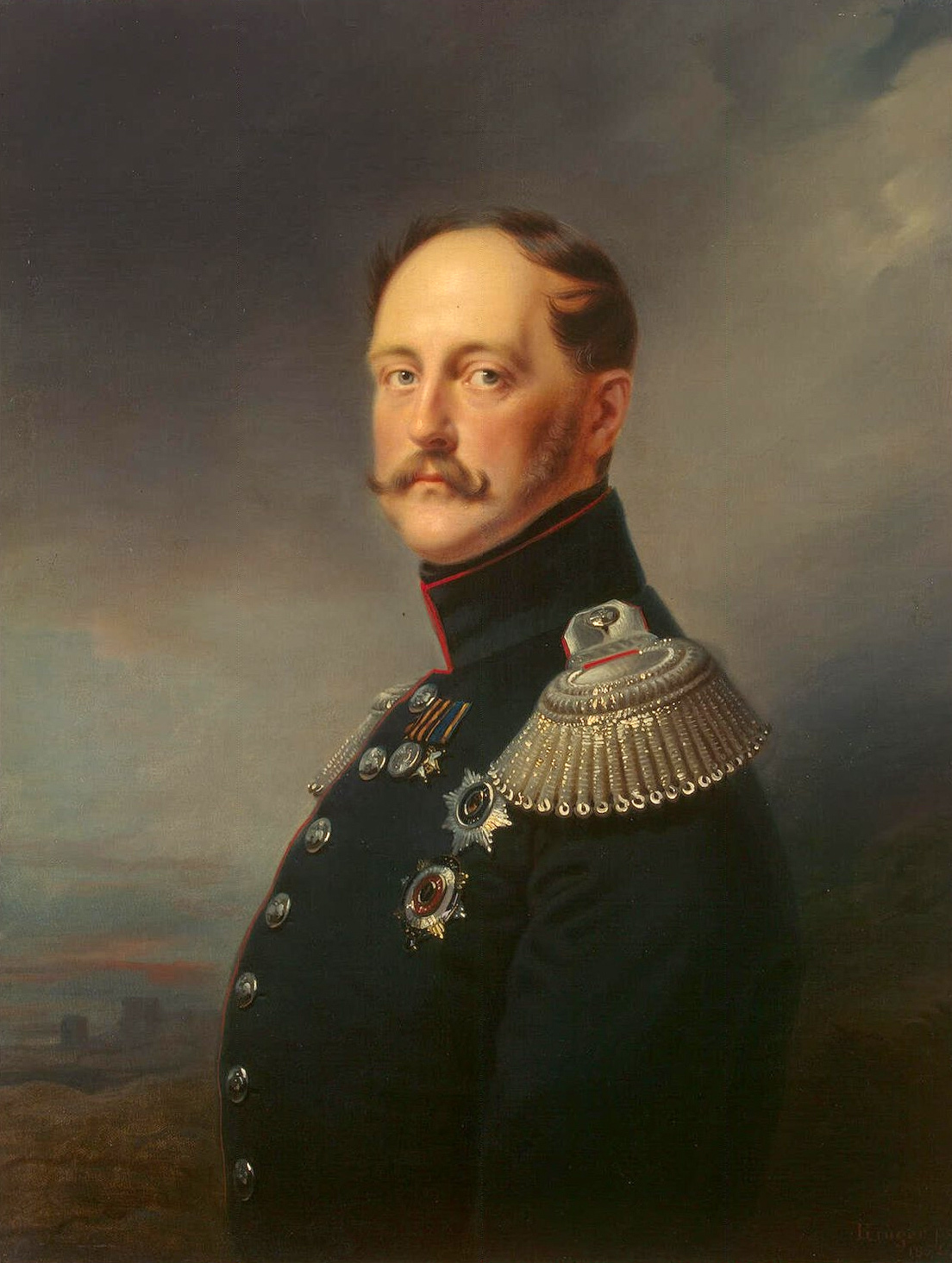
أصدر إمبراطور روسيا نيكولاس الأول وسام القديس ستانيسلاوس أمرًا روسيًا وقدم تشريعات جديدة عام 1839.

في عام 1831 بعد سقوط انتفاضة نوفمبر، تمت إضافة الأمر إلى نظام الشرف للإمبراطورية الروسية في عام 1832، حيث ظل حتى عام 1917، مدرجًا في فصل الأوامر الروسية.
في عام 1832، أزيلت صورة القديس ستانيسلاوس واستبدلت بالرمز "SS". تم استبدال النسر برأس واحد على صليب النظام البولندي بالنسر ذي الرأسين للإمبراطورية الروسية. تم نقل جميع إدارة وتنظيم النظام الإمبراطوري والملكي من وارسو إلى سانت بطرسبرغ.
في عام 1839 أصدر نيكولاس الأول قانونًا جديدًا للأمر، تم بموجبه تقسيمه إلى ثلاث درجات، وتم منحه إلى «أي موضوع تابع للإمبراطورية الروسية ومملكة بولندا» لتمييزه عسكريًا ومدنيًا، أو للخدمات الخاصة مثل الخيرية والعمل الخيري. تم تقسيم شارة الدرجة الثانية من النظام إلى نوعين: صليب مزين بالتاج الإمبراطوري، والصليب بدون التاج (تم إلغاء هذا التمييز في عام 1874).
في عام 1844، صدر مرسوم يقضي بأنه عندما تم إصدار الأمر لغير المسيحيين، تم استبدال شيفر القديس ستانيسلاوس بنسر أسود إمبراطوري روسي.
أصبح وسام القديس ستانيسلاوس من الدرجة الثالثة هو الجائزة الأصغر في ترتيب أسبقية الأوامر الروسية وكانت المكافأة الأكثر شيوعًا. تم منحها لجميع الموظفين العسكريين والحكوميين تقريبًا وكذلك المدنيين الذين خدموا الإمبراطورية بسجل خالٍ من اللوم، والذين يتمتعون بمكانة في جدول الرتب الروسية. في وقت إنشاء الأمر، كانت جائزة كل فئة تمنح حق الوضع النبيل الوراثي، ولكن كان هناك استياء بين النبلاء لأن عددًا كبيرًا جدًا من النبلاء تم إنشاؤه من صفوف التجار والموظفين المدنيين، وهكذا في 1845 علقت القيادة العليا منح الدرجة الثانية والثالثة. استؤنف منحها في 28 يونيو 1855، ولكن اعتبارًا من هذا التاريخ، تم منح حق النبلاء الوراثي فقط مع الدرجة الأولى من وسام القديس ستانيسلاوس.
في عام 1855 تمت إضافة رمز السيوف المتقاطعة إلى الجوائز العسكرية للأمر.
في عام 1874، ألغى فصل الأوامر منح رمز التاج الإمبراطوري، لكن أي أوامر من هذا القبيل مُنحت سابقًا احتفظت بالحق في ارتدائها مع التاج.

### الحكومة المؤقتة
بعد ثورة فبراير، لم يتم إلغاء الأمر. يمكن القول إن الحكومة المؤقتة لروسيا اغتصبت وسام القديس ستانيسلاوس، وغيرت مظهره: تم تغيير النسور الإمبراطورية لتتويجًا أقل للنسور الجمهورية. ومع ذلك، بعد عام 1917، لم يتم منح الأمر في روسيا السوفيتية بأي شكل من الأشكال.

### منح الشرعية في المنفى
منح كل من الدوق الأكبر كيريل فلاديميروفيتش ودوق روسيا الأكبر وخليفته الدوق الروسي فلاديمير كيريلوفيتش وسام القديس أندرو، والذي يمنح تلقائيًا عضوية المستلم من الدرجة الأولى في جميع الرتب الدنيا، بما في ذلك وسام القديس ستانيسلاوس. علاوة على ذلك، منح الدوق الروسي الأكبر فلاديمير كيريلوفيتش الأمر بشكل مستقل مرة واحدة على الأقل في عام 1973. نتيجة لذلك، يُنظر إلى وسام القديس ستانيسلاوس على أنه يُمنح باستمرار من قبل المتظاهر الشرعي للعرش الروسي منذ عام 1917.
الحاضر منبعا للشرف هو الدوقة ماريا فلاديميروفنا من روسيا، البارز الزاعم إلى العرش الروسي. كانت نشطة في البداية في المنفى بعد الثورة، وفي السنوات الأخيرة تمتعت بدرجات من الاعتراف من قبل بعض المؤسسات الروسية البارزة، فضلاً عن الاعتراف الكامل من قبل اللجنة الدولية لأوامر الفروسية وغيرها.

## منظمة
واصل رؤساء البيت الإمبراطوري الروسي في المنفى منح وسام القديس ستانيسلاوس الإمبراطوري والملكي. تواصل الدوقة الكبرى ماريا فلاديميروفنا، المدعية للعرش الروسي، ورئيسة البيت الإمبراطوري الروسي، منح وسام سانت ستانيسلاوس الإمبراطوري الروسي باعتباره وسامًا من رتبة فارس. وقد اعترض قريبها ديمتري رومانوف على هذه الإجراءات.
يُمنح فرسان وسام القديس ستانيسلاوس نبلاء في كل فئة إذا لم يكن لديهم بالفعل هذا الوضع: النبلاء الوراثي في الدرجة الأولى، والنبلاء الشخصي في الطبقتين الثانية والثالثة.
حصل فرسان وسام القديس ستانيسلاوس مرة واحدة على معاش تقاعدي: حصل 30 من كبار الفرسان من الدرجة الأولى على 143 روبل، وتلقى 60 من كبار السادة من الدرجة الثانية 115 روبل، وتلقى 90 من كبار السادة 90 من الدرجة الثالثة 86 روبل.

### شارة

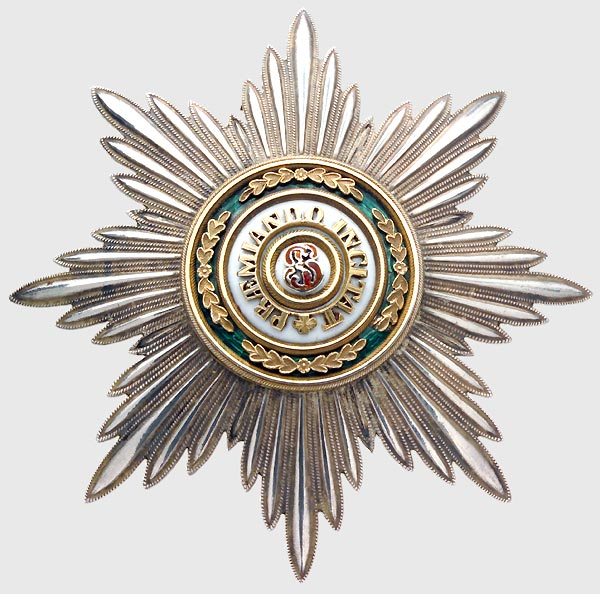
جراند كروس ستار
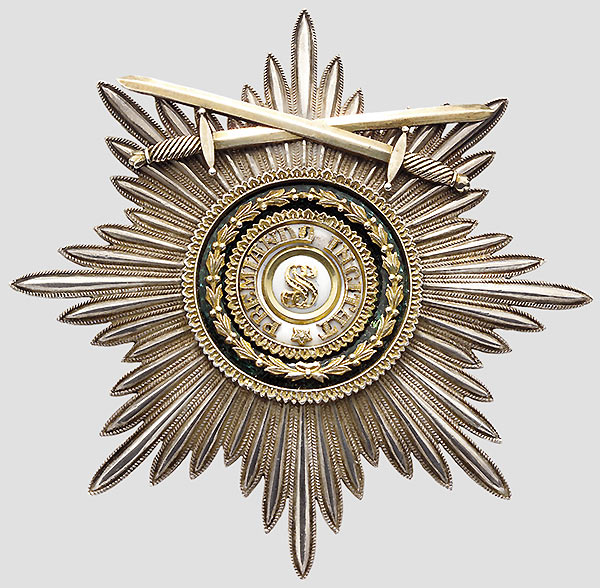
نجمة الصليب الكبرى بالسيوف
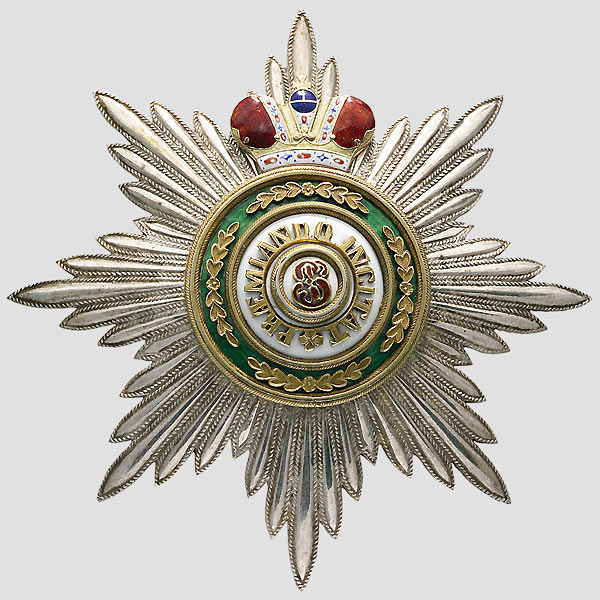
صليب كبير مع تاج
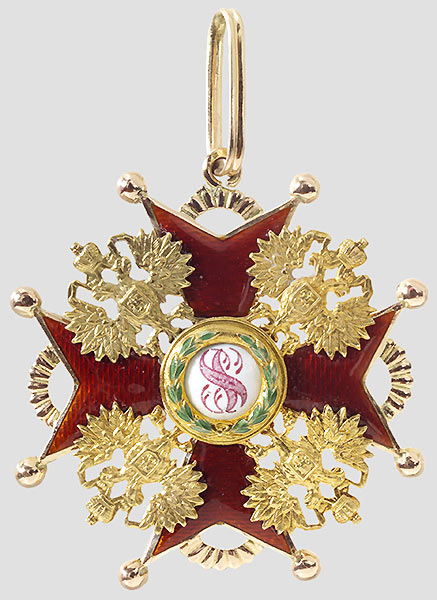
شارة
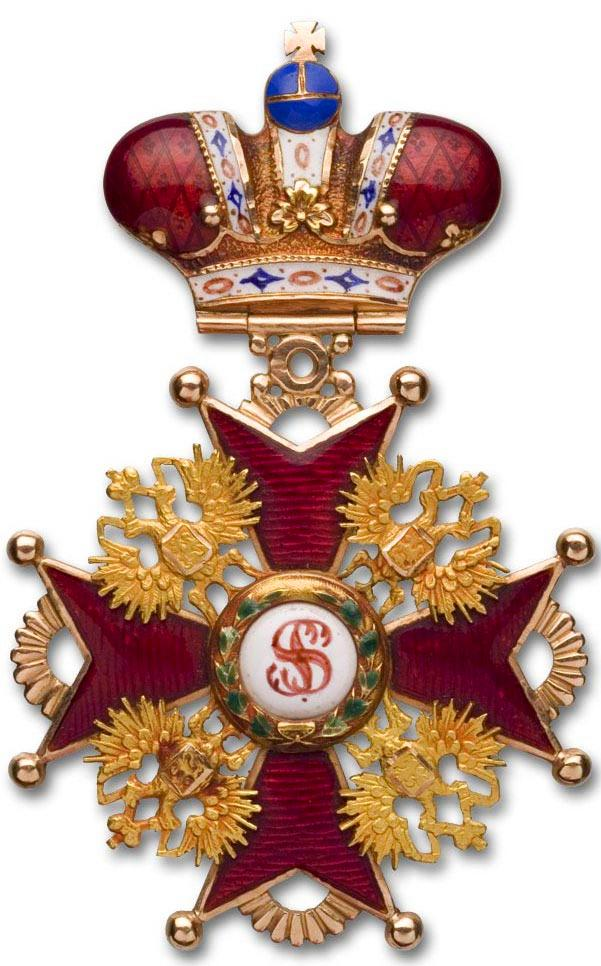
شارة مع تاج

على النجوم والصلبان من جميع الطبقات، سيكون لدى المستلمين غير المسيحيين، بدلاً من سايفر سانت ستانيسلاوس، نسر إمبراطوري روسي مزدوج الرأس باللونين الأسود والذهبي.
وفقًا للفصل الإمبراطوري للأوامر والتكريمات الأخرى، أد. 1892 [2] ، وسام القديس ستانيسلاوس له ثلاث درجات، وشاراتها هي:

#### الدرجة الأولى
صليب ذهبي، مغطى بوجه مطلي بالمينا الأحمر، تنقسم أطرافه الأربعة إلى نقطتين حادتين؛ على حواف الصليب حافة ذهبية مزدوجة؛ عند النقاط الثمانية الحادة كرات ذهبية؛ ومن بين هذه المحطات، التي تجمعها معًا، أنصاف دائرة ذهبية من أصداف مخططة؛ في المنتصف، على درع دائري أبيض مزركش محاط بإطار ذهبي عليه إكليل أخضر، حرف واحد فقط لاتيني للقديس ستانيسلاوس، "SS" أحمر؛ في كل من الإبطين، رمز الدولة للنسر الروسي ذي الرأسين باللون الذهبي. على الجانب الخلفي للصليب، ذهب بالكامل، مع ترس أبيض في المنتصف دائري مطلي بالمينا، يصور نفس الحرف "SS".
يتم ارتداؤها على شريط أحمر مموج، بعرض بوصتين ونصف، خطوط بيضاء مزدوجة عند الحواف، يتم ارتداؤها على الكتف الأيمن مع وجود نجمة على الجانب الأيسر من الصدر.
نجمة فضية، ثمانية أشعة تركز على درع أبيض دائري محاطة بدائرة بخطوط خضراء عريضة بحافتين ذهبيتين، الحافة الخارجية أوسع؛ على الشريط المطلي بالمينا الخضراء بين فروع الغار الذهبية متصلة في منتصف كل منها بزهرتين؛ دائرية مركزية، مطلية بالمينا بيضاء عليها حروف حمراء، رمز القديس ستانيسلاوس: "SS"؛ وحول الطوق في صندوق أبيض بأحرف ذهبية، شعار الترتيب: Praemiando incitat («تشجيع المكافأة») مقسومًا في الأعلى بزهرة ذهبية.

#### الدرجة الثانية
صليب من نفس الشكل، كما هو الحال بالنسبة للفئة الأولى، ولكن بحجم أقل، يتم ارتداؤه حول الرقبة، على شريط بعرض بوصة واحدة أو بوصتين.

#### الدرجة الثالثة
صليب من نفس الشكل مثل الفئتين الأوليين ولكن يتم ارتداؤه في عروة على نفس الشريط بعرض خمسة أثمان بوصات.

## ميراث

### الطلبات الذاتية
يوجد عدد من الأوامر المصممة ذاتيًا، أو الأوامر الزائفة، تدعي أنها استمرار للنظام الإمبراطوري الأصلي. في حين أن العديد من هذه المنظمات قد تكون منظمات خيرية جديرة بالثناء، إلا أن إحداها تفتخر «بالرعاية الملكية» من قبل أحفاد مورغانيك من البيت الإمبراطوري الروسي،  لم يتم الاعتراف بأي منها على أنها أوامر شرعية للفروسية.

## روابط خارجية
- الأوسمة والجوائز من البيت الإمبراطوري الروسي
- وسام القديس ستانيسلاس الملكي والإمبراطوري بقلم نيكولاس بي إيه نيكولسون